# Ні куля, ні шабля! (срібна монета)
«Ні ку́ля, ні ша́бля!» — срібна пам'ятна монета номіналом 10 гривень, випущена Національним банком України. Присвячена легендарним воїнам Запорозької Січі — козакам-характерникам. Історик Дмитро Яворницький описував їх як лицарів, яких «ні вогонь, ні вода, ні шабля, ні звичайна куля, крім срібної, не брали». У наш час українські захисники, подібно до своїх предків, демонструють виняткову хоробрість, стійкість та вірність Батьківщині, продовжуючи славні традиції козацтва.
Монету введено в обіг 4 грудня 2024 року. Вона належить до серії «Збройні Сили України».

## Опис монети та характеристики
| Номінал грн. | Метал            | Маса, грам   | Діаметр, мм. | Якість виготовлення | Гурт                           | Тираж, штук |
| ------------ | ---------------- | ------------ | ------------ | ------------------- | ------------------------------ | ----------- |
| 10           | срібло 925 проби | 31,1 / 33,62 | 38,61        | пруф                | гладкий із заглибленим написом | 7 500       |

### Аверс

«Характерник»,малюнок Василя Корнієнка, 1890-ті

На аверсі монети в центрі композиції зображено стилізовану постать військового, який обережно тримає в руках і захищає малий Державний Герб України — символ свободи та незалежності. Композиція символізує споконвічне прагнення українського народу жити у власній суверенній державі. На матовому тлі — ворожі кулі, що відбиваються від військового, так і не вразивши «української душі». Під гербом написи «УКРАЇНА», номінал «10», графічний символ гривні та рік карбування — «2024», ліворуч біля військового — логотип Банкнотно-монетного двору Національного банку України.

### Реверс
На реверсі монети на дзеркальному тлі зображено стилізований образ козака-характерника, який оберігає птаха — символ волі, що візуально нагадує тризуб. Композиція відображає зв'язок між сучасною війною та українським духом часів козаччини. На матовому тлі — зламані ворожі шаблі, що безсилі перед незламною любов'ю до рідної землі та прагненням до волі.

### Гурт
Гладкий із заглибленими написами позначення металу та його проби — «Ag 925», маси в чистоті — «31,1», написом «УКРАЇНА» і логотипом Банкнотно-монетного двору Національного банку України.

## Автори
- Художники: Таран Володимир, Харук Олександр, Харук Сергій.
- Скульптори: Атаманчук Володимир, Демяненко Анатолій.

## Вартість монети
Під час введення монети в обіг 2024 року, Національний банк України реалізовував монету за ціною 3517 гривень.
Фактична приблизна вартість монети, з роками змінювалася так:
| Рік        | 2025  | 2026 | 2027 |
| ---------- | ----- | ---- | ---- |
| Ціна, грн. | 3 600 |      |      |